# Francisco Carrasquer Launed
Francisco Carrasquer Launed (Albalate de Cinca, 1915 - Tàrrega, 7 d'agost de 2012), fou poeta, assagista i una figura emblemàtica del lliure pensament. És germà del pedagog Félix Carrasquer Launed.

## Biografia
La seva infantesa transcorregué a Albalat de Cinca (Aragó). En 1936 treballava com a mestre en un Ateneu Llibertari de Barcelona. Va participar en la Guerra Civil espanyola a primera línia del bàndol republicà, en la Columna de Buenaventura Durruti. Va assolir el grau de capità de la 119a Brigada de la 26a Divisió de l'Exèrcit Popular de la República. En acabar la guerra, va passar set mesos al camp de concentració de Vernet (Catalunya del Nord). El 1943 va tornar a Espanya clandestinament fins que fou detingut a Sort, empresonat per la seva militància i enviat com a soldat a l'Àfrica durant tres anys.
El 1948 va publicar la seva primera novel·la, Manda el corazón i va formar part del Comitè Regional de la CNT a Barcelona. El 1949 fou detingut una altra vegada, i després d'estar sis mesos a la presó va decidir abandonar el país i s'exilià, primer a França, on es llicencià en Psicologia per la Universitat de la Sorbona, i el 1953 als Països Baixos. Durant la seva estada a l'estranger es doctorà en Llengua i Literatura Hispàniques i en 1964 fou professor a la Universitat de Leiden. Va retornar de l'exili el 1985 i va instal·lar-se a la ciutat de Tàrrega.
Durant la seva vida ha exercit de professor universitari, traductor (ha publicat més d'un centenar de llibres) i escriptor. A banda de ser un gran estudiós de l'obra de Ramón J. Sender, també ha estat responsable de diverses antologies de poesia neerlandesa.
El 2006 fou distingit amb el Premio de las Letras Aragonesas que concedeix el govern autonòmic d'Aragó.

## Obres
- Manda el corazón Barcelona: Bruguera, 1948
- Baladas del alba bala Santander: La Isla de los Ratones, 1960 (2a. ed.: Madrid: Bartleby, 2001)
- Víspera Barcelona: Saturno, 1969
- Imán y la novela histórica de Sender London: Tamesis Books, 1970
- La verdad de Ramón J. Sender Leiden: Cinca, 1982
- Nada más realista que el anarquismo Móstoles: Madre Tierra, 1991
- El grito del sentido común Madrid: Libertarias, 1994
- La integral de ambos mundos: Sender Zaragoza: Prensas Universitarias, 1994
- Holanda al español Madrid: Libertarias, 1995
- Palabra bajo protesta (antología poética) Huesca: Instituto de Estudios Altoaragoneses, 1999
- Ramón J. Sender, el escritor del siglo XX Lleida: Milenio, 2001
- Sender en su siglo: antología de textos críticos sobre Ramón J. Sender Huesca: Instituto de Estudios Altoaragoneses, 2001
- Acaso y Zaragoza, dos pérdidas: la pérdida Zaragoza: Alcaraván, 2003
- El altruísmo del superviviente Zaragoza: Centro del Libro de Aragón, 2007
- Pondera, ¡que algo queda! Zaragoza: Alcaraván, 2007
- Servet, Spinoza y Sender: miradas de eternidad Zaragoza: Prensas Universitarias, 2007